# Aethycteron moorei
Aethycteron moorei är en plattmaskart. Aethycteron moorei ingår i släktet Aethycteron och familjen Dactylogyridae. Inga underarter finns listade i Catalogue of Life.